# Дизелов мотрисен влак БДЖ серия 18.00
Дизеловите мотрисни влакове (ДМВ) серия 18 са строени в унгарската фирма „Ganz-Mavag“ – Budapest през 1967 г. Доставени са 30 комплектни влака, съставени от машинен вагон (мотриса), междинен вагон и вагон с команден пост.
Машинната група на моторния вагон се състои от 12-цилиндров дизелов двигател с мощност 730 к.с. и хидромеханична предавка с вграден ходообръщател, карданни валове и колоосни редуктори. Вътрешното обзавеждане на машинния вагон включва главен команден пост, моторно отделение, багажно отделение, две пътнически отделения с по 24 седящи места, разделени от преддверие, в което се намира тоалетната и котела за отопление на целия влак. В задната част на вагона е оформен втори команден пост за управление при движение на заден ход. Останалите два вагона са с еднакво разпределение – 2 пътнически отделения с по 40 седящи места, разделени с преддверие, в което се намира тоалетната. Крайната платформа на последния вагон е оформена като команден пост за управление на влака в обратна посока. Външно тя е оформена като челото на моторния вагон.
ДМВ серия 18 обслужват изцяло влаковете София – Банкя, Пловдив – Асеновград, много влакове по линиите София – Станянци, София – Благоевград, Пловдив – Карлово и др. Обслужват дори бързи влакове (София – Сливен, София – Габрово). Първите два влака са бракувани през 1983 г. – единият след опожаряване, а другият след катастрофа. 14-15 години след доставката им много от влаковете често влизат в случаен ремонт и продължителни престои поради липса на резервни части. Така само за 3 години (1989 – 1991) са бракувани 24 машинни вагона и 23 междинни и 23 вагона с команден пост. Два от ДМВ (18 016.6 и 18 017.4) са използвани като пътнически композиции без собствена тяга в участъка Ямбол – Елхово. Останалите 3 са преустроени за служебни пътувания в бившите железопътни управления София, Горна Оряховица и Пловдив. До 2016 г. 18 001.8 се намира в  Музея на транспорта в Русе. От 2016 г. насам се намира в локомотивно депо Горна Оряховица. А 18 022.4 е в локомотивно депо Пловдив.

## Експлоатационни и фабрични данни за мотрисните влакове[1]
| Експл. № при доставката | Експл. № от 1988 | Бележки                                                                     |
| ----------------------- | ---------------- | --------------------------------------------------------------------------- |
| 18-01                   | 18 001.8         | Преустроен за служ. пътувания ЖПУ-Г.Оряховица (1987) В депо Горна Оряховица |
| 218-01                  | 18 401.0         | Преустроен за служ. пътувания ЖПУ-Г.Оряховица (1987) В депо Горна Оряховица |
| 118-01                  | 18 701.3         | Преустроен за служ. пътувания ЖПУ-Г.Оряховица (1987) В депо Горна Оряховица |
| 18-02                   | 18 002.6         | Бракувани 1989 г.                                                           |
| 218-02                  | 18 402.8         | Бракувани 1989 г.                                                           |
| 118-02                  | 18 702.1         | Бракувани 1989 г.                                                           |
| 18-03                   | 18 003.4         | Бракувани 1991                                                              |
| 218-03                  | 18 403.6         | Бракувани 1991                                                              |
| 118-03                  | 18 703.9         | Бракувани 1991                                                              |
| 18-04                   | 18 004.2         | Бракувани 1990 г.                                                           |
| 218-04                  | 18 404.4         | Бракувани 1990 г.                                                           |
| 118-04                  | 18 704.7         | Бракувани 1990 г.                                                           |
| 18-05                   | 18 005.9         | Бракувани 1989 г.                                                           |
| 218-05                  | 18 405.1         | Бракувани 1989 г.                                                           |
| 118-05                  | 18 705.4         | Бракувани 1989 г.                                                           |
| 18-06                   | 18 006.7         | Бракуван 1990 г.                                                            |
| 218-06                  | 18 406.9         | Преустроени за служ. пътувания ЖПУ-София (1990)                             |
| 118-06                  | 18 706.2         | Преустроени за служ. пътувания ЖПУ-София (1990)                             |
| 18-07                   | 18 007.5         | Бракувани 1991 г.                                                           |
| 218-07                  | 18 407.7         | Бракувани 1991 г.                                                           |
| 118-07                  | 18 707.0         | Бракувани 1991 г.                                                           |
| 18-08                   | 18 008.3         | Бракувани 1991 г.                                                           |
| 218-08                  | 18 408.5         | Бракувани 1991 г.                                                           |
| 118-08                  | 18 708.8         | Бракувани 1991 г.                                                           |
| 18-09                   | 18 009.1         | Бракуван 1989 г.                                                            |
| 218-09                  | 18 409.3         | Бракувани 1990 г.                                                           |
| 118-09                  | 18 709.7         | Бракувани 1990 г.                                                           |
| 18-10                   | 18 010.9         | Бракувани 1989 г.                                                           |
| 218-10                  | 18 410.1         | Бракувани 1989 г.                                                           |
| 118-10                  | 18 710.4         | Бракувани 1989 г.                                                           |
| 18-11                   | 18 011.7         | Преустроен за служ. пътувания ЖПУ-София (1990) Нарязана 2011 г.             |
| 218-11                  | 18 411.9         | Бракувани 1990 г.                                                           |
| 118-11                  | 18 711.2         | Бракувани 1990 г.                                                           |
| 18-12                   | 18 012.5         | Бракувани 1990 г.                                                           |
| 218-12                  | 18 412.7         | Бракувани 1990 г.                                                           |
| 118-12                  | 18 712.0         | Бракувани 1990 г.                                                           |
| 18-13                   | 18 013.3         | Бракуван 1990 г.                                                            |
| 218-13                  | 18 413.5         | Бракувани 1989 г.                                                           |
| 118-13                  | 18 713.8         | Бракувани 1989 г.                                                           |
| 18-14                   | 18 014.1         | Бракуван 1990 г.                                                            |
| 218-14                  | 18 414.3         | Бракувани 1989 г.                                                           |
| 118-14                  | 18 714.6         | Бракувани 1989 г.                                                           |
| 18-15                   | -                | Опожарен и бракуван 1983 г.                                                 |
| 218-15                  | -                | Опожарен и бракуван 1983 г.                                                 |
| 118-15                  | -                | Опожарен и бракуван 1983 г.                                                 |
| 18-16                   | 18 016.6         | Без собствена тяга от 1987 г. Бракувани 1993 г.                             |
| 218-16                  | 18 416.8         | Без собствена тяга от 1987 г. Бракувани 1993 г.                             |
| 118-16                  | 18 716.1         | Без собствена тяга от 1987 г. Бракувани 1993 г.                             |
| 18-17                   | 18 017.4         | Без собствена тяга от 1987 г. Бракувани 1993 г.                             |
| 218-17                  | 18 417.6         | Без собствена тяга от 1987 г. Бракувани 1993 г.                             |
| 118-17                  | 18 717.9         | Без собствена тяга от 1987 г. Бракувани 1993 г.                             |
| 18-18                   | 18 018.2         | Бракуван 1990 г.                                                            |
| 218-18                  | 18 418.4         | Бракувани 1991 г.                                                           |
| 118-18                  | 18 718.7         | Бракувани 1991 г.                                                           |
| 18-19                   | 18 019.0         | Бракуван 1990 г.                                                            |
| 218-19                  | 18 419.2         | Бракувани 1991 г.                                                           |
| 118-19                  | 18 719.5         | Бракувани 1991 г.                                                           |
| 18-20                   | 18 020.0         | Бракуван 1989 г.                                                            |
| 218-20                  | 18 420.0         | Бракувани 1991 г.                                                           |
| 118-20                  | 18 720.3         | Бракувани 1991 г.                                                           |
| 18-21                   | 18 021.6         | Бракуван 1991 г.                                                            |
| 218-21                  | -                | Бракувани 1983 г.                                                           |
| 118-21                  | -                | Бракувани 1983 г.                                                           |
| 18-22                   | 18 022.4         | Преустроен за служ. пътувания ЖПУ-Пловдив (1983) В депо Пловдив             |
| 218-22                  | 18 422.6         | Преустроен за служ. пътувания ЖПУ-Пловдив (1983) В депо Пловдив             |
| 118-22                  | 18 722.9         | Преустроен за служ. пътувания ЖПУ-Пловдив (1983) В депо Пловдив             |
| 18-23                   | 18 023.2         | Бракувани 1989 г.                                                           |
| 218-23                  | 18 423.4         | Бракувани 1989 г.                                                           |
| 118-23                  | 18 723.7         | Бракувани 1989 г.                                                           |
| 18-24                   | 18 024.0         | Бракувани 1989 г.                                                           |
| 218-24                  | 18 424.2         | Бракувани 1989 г.                                                           |
| 118-24                  | 18 724.5         | Бракувани 1989 г.                                                           |
| 18-25                   | 18 025.7         | Бракувани 1989 г.                                                           |
| 218-25                  | 18 425.9         | Бракувани 1989 г.                                                           |
| 118-25                  | 18 725.2         | Бракувани 1989 г.                                                           |
| 18-26                   | 18 026.0         | Бракувани 1990 г.                                                           |
| 218-26                  | 18 426.7         | Бракувани 1990 г.                                                           |
| 118-26                  | 18 726.0         | Бракувани 1990 г.                                                           |
| 18-27                   | 18 027.0         | Бракувани 1990 г.                                                           |
| 218-27                  | 18 427.5         | Бракувани 1990 г.                                                           |
| 118-27                  | 18 727.8         | Бракувани 1990 г.                                                           |
| 18-28                   | 18 028.1         | Бракувани 1990 г.                                                           |
| 218-28                  | 18 428.3         | Бракувани 1990 г.                                                           |
| 118-28                  | 18 728.6         | Бракувани 1990 г.                                                           |
| 18-29                   | 18 029.9         | Бракуван 1990 г.                                                            |
| 218-29                  | 18 429.1         | Бракувани 1991 г.                                                           |
| 118-29                  | 18 729.4         | Бракувани 1991 г.                                                           |
| 18-30                   | 18 030.7         | Бракувани 1991 г.                                                           |
| 218-30                  | 18 430.9         | Бракувани 1991 г.                                                           |
| 118-30                  | 18 730.2         | Бракувани 1991 г.                                                           |